# Life Unexpected
Life Unexpected (Sorpresas de la vida, en Latinoamérica; Una vida inesperada, en España) es una serie de televisión estadounidense. Fue creada por Liz Tigelaar y se estrenó el 18 de enero de 2010, en The CW Network. Tuvo dos temporadas y su último capítulo fue estrenado el 18 de enero de 2011 en el mismo canal.

## Producción
Life Unexpected fue producida por Mojo Films en asociación con CBS Television Studios y Warner Bros. Sus productores ejecutivos fueron Liz Tigelaar (Brothers & Sisters), Janet Leahy (Boston Legal, Gilmore Girls) y Gary Fleder, quién también dirigió el piloto.
The CW anunció la serie en enero de 2009 bajo el título de Light Years. Según Tigelaar, el título provisional "era demasiado de serie de ciencia ficción" y fue cambiado a LUX (el nombre de uno de los personajes principales) en abril. Poco después, fue cambiado a Life Unexpected, pero en el upfront de la cadena en mayo, la serie fue promocionada como Parental Discretion Advised. En junio, The CW revirtió el nombre a Life UneXpected, subrayando una vez más el nombre del personaje principal en letras mayúsculas. En la publicidad inicial de la serie, mostrada en otoño de 2009, la "X" figura en minúscula, siendo ese el nombre final.
Aunque la serie se desarrolló en Portland (Oregón), la mayor parte de la filmación se realizó en Vancouver (Columbia Británica). Las escenas del instituto Westmonte High fueron rodadas en la escuela Sutherland Secondary School en el norte Vancouver. El Open Bar se localiza en Granville Island, también en Vancouver.

## Argumento
La adolescente Lux (Britt Robertson) ha estado en casas adoptivas durante casi toda su vida. Cate Cassidy (Shiri Appleby) la tuvo cuando tenía 16 años y la dio en adopción porque pensaba que sería lo mejor para Lux. Debido a sus problemas de corazón, Lux nunca encontró una familia que la adoptara. Cuando está a punto de cumplir los 16 años, decide emanciparse, pero para eso necesita la firma de sus padres biológicos, a los cuales no conoce. En primer lugar encuentra a Nathaniel "Baze" Bazile (Kristoffer Polaha), su padre y dueño del "Open Bar". Vive una vida más parecida a la de un universitario que a la de un adulto responsable. Su casa se encuentra encima del "Open Bar" y la comparte con dos amigos. Desconocía la existencia de Lux hasta que ésta se presentó en su casa para que firmara los papeles, por lo que se encarga de llevarla con Cate, su madre, que trabaja como locutora del programa de radio "Morning Madness" (Locura matinal).
Cuando un juez decide que Lux no está preparada para la enmancipación le concede su custodia de forma inesperada a Baze y Cate. Estos deciden que Lux viva con Cate y su novio, Ryan Thomas (Kerr Smith). Ryan es también conductor del programa con Cate, pero ocultan su relación a los espectadores.
A medida que la serie avanza, Baze se va convirtiendo en el padre que Lux se merece, mientras aumentan las peleas entre él, Cate y Ryan; desenlazando en inadecuadas situaciones de sentimientos encontrados. Al mismo tiempo Lux se debate entre sí puede seguir teniendo a sus viejos amigos en su nueva vida a la vez que intenta hacer nuevas amistades en su nuevo colegio, creando múltiples conflictos con su novio Bug (Rafi Gavron)y su mejor amiga Tasha (Ksenia Solo).
Durante la segunda temporada Nate supera sus sentimientos por Cate y empieza a trabajar en una empresa, Cate tiene problemas con Ryan al descubrir que le había sido infiel y Lux termina con Bug y se enamora de un profesor.

## Reparto

### Personajes principales
- Britt Robertson como Lux Cassidy.
- Shiri Appleby como Catherine "Cate" Cassidy.
- Kristoffer Polaha como Nathaniel "Baze" Bazile.
- Austin Basis como Matthew "Math" Rogers.
- Kerr Smith como Ryan Thomas.

### Personajes secundarios
- Reggie Austin como Jamie.
- Lucia Walters como Fern.
- Ksenia Solo como Natasha "Tasha".
- Rafi Gavron como Bobby "Bug" Guthrie.
- Austin Butler como Jones.
- Erin Karpluk como Alice.
- Robin Thomas como Mr. Bazile.
- Alexandra Breckenridge como Abby Cassidy.
- Cynthia Stevenson como Laverne Cassidy.
- Peter Horton como Grant.

## Recepción por la crítica
Life Unexpected obtuvo un 69 sobre 100 en Metacritic. La serie ha cosechado sobre todo comentarios positivos, con muchos de ellos comparándola favorablemente con las series aclamadas por la crítica Gilmore Girls y Everwood. Maureen Ryan, del Chicago Tribune, dijo que le "recordaba a las cosas buenas de series como Gilmore Girls y Everwood", y del mismo modo, Hank Stuever de The Washington Post la llamó "una agradable mezcla con un poco de Juno' y una gran cantidad de Everwood". Además, la revisión de Chicago Tribune llama a Life Unexpected una serie "que los padres y sus hijos mayores podrían disfrutar juntos sin sentirse condescendidos".
La escritora de la serie, Liz Tigelaar, ha recibido muchos elogios. Una crítica en Los Angeles Times llamó a la escritura de Tigelaar inteligente y perspicaz. Del mismo modo, Randee Dawn, de The Hollywood Reporter dijo que Tigelaar "tiene un delicado sentir por el diálogo". Brian Ford Sullivan destacó a Liz Tigelaar y al director Gary Fleder por explorar hábilmente la falta de amor en la vida de Lux.
En una nota negativa, Paige Wiser de Chicago Sun Times llamó a la serie "algo previsible.

## Capítulos

### Primera temporada
- 1 "Pilot"
- 2 "Home Inspected"
- 3 "Rent Uncollected"
- 4 "Bong Intercepted"
- 5 "Turtle Undefeated"
- 6 "Truth Unrevealed"
- 7 "Crisis Unaverted"
- 8 "Bride Unbridled"
- 9 "Formal Reformed"
- 10 "Family Therapized"
- 11 "Storm Weatherd"
- 12 "Father Unfigured"
- 13 "Love Unexpected"

### Segunda temporada
- 1 "Ocean Uncharted"
- 2 "Parents Unemployed"
- 3 "Criminal Incriminated"
- 4 "Team Rebounded"
- 5 "Music Faced"
- 6 "Honeymoon Interrupted"
- 7 "Camp Grounded"
- 8 "Plumber Cracked"
- 9 "Homecoming Crashed"
- 10 "Thanks Ungiven"
- 11 "Stand Taken"
- 12 "Teacher Schooled"
- 13 "Affair Remembered"

## Distribución internacional
| País                 | Canal                           | Fecha de estreno                   |
| -------------------- | ------------------------------- | ---------------------------------- |
| Brasil               | LIV                             | 12 de abril de 2010                |
| Canadá               | Radio-Canada                    | Por determinar                     |
| Croacia              | AXN                             | 6 de abril de 2010                 |
| República Dominicana | Amé47                           | 14 de abril de 2011                |
| República Checa      | AXN                             | 6 de abril de 2010                 |
| El Salvador          | LIV Telecorporación Salvadoreña | 12 de abril de 2010 Por determinar |
| Francia              | Canal+ Family                   | 2010                               |
| Honduras             | LIV Canal 11                    | 12 de abril de 2010 Por determinar |
| Hungría              | AXN                             | 6 de abril de 2010                 |
| Israel               | Hot 3                           | 22 de abril de 2010                |
| Macedonia            | AXN                             | 6 de abril de 2010                 |
| Rumania              | AXN                             | 24 de abril de 2010                |
| Serbia               | AXN                             | 6 de abril de 2010                 |
| España               | Fox                             | 31 de julio de 2011                |
| España               | Divinity                        | 12 de octubre de 2011              |
| Eslovenia            | AXN                             | 6 de abril de 2010                 |
| Filipinas            | Velvet                          | Septiembre de 2010                 |
| México               | LIV                             | 12 de abril de 2010                |
| Chile                | LIV                             | 12 de abril de 2010                |
| Colombia             | LIV                             | 12 de abril de 2010                |
| Estados Unidos       | The CW Univisión                | 18 de enero de 2010 Por determinar |
| Venezuela            | LIV Televen                     | 12 de abril de 2010 2011           |